# Inna Frolova
Inna Frolova, född den 3 juni 1965 i Dnepropetrovsk i Ukrainska SSR, Sovjetunionen, är en sovjetisk/ukrainsk roddare.
Hon tog OS-silver i scullerfyra i samband med de olympiska roddtävlingarna 1996 i Atlanta.